# Шашковац
Шашковац (алб. Shashkoc) је насељено место у граду Приштини, на Косову и Метохији. Према попису из 2024. у насељу је живело 307 становника.

## Историја
Под данашњим именом насеље се помиње још у 14. веку као насеља рудара из јањевачког рударског центра.
У селу се налазе остаци цркве познате под називом 'Ћелије у Шашковцу'. Црква се до осамдесетих година 17. века помиње као значајан центар преписивачке и књиговезачке делатности.

## Становништво
Према попису из 2011. године, Шашковац има следећи етнички састав становништва:
| Националност | 2011.        |
| Албанци      | 298 (100,0%) |
| Укупно       | 298          |

| Демографија | Демографија | Демографија |
| Година      | Становника  | Становника  |
| ----------- | ----------- | ----------- |
| 1948.       | 148         |             |
| 1953.       | 186         |             |
| 1961.       | 223         |             |
| 1971.       | 323         |             |
| 1981.       | 319         |             |
| 1991.       | 317         |             |
| 2011.       | 298         |             |